# ДСТУ 8344
ДСТУ 8344:2015 «Інформація та документація. Видання. Основні елементи. Терміни та визначення понять» — Державний стандарт України. Прийнятий у 2015 році на зміну ДСТУ 3018. Розроблений ДНУ «Книжкова палата України імені Івана Федорова», із наданням чинності з 01.07.2017 року.
Стандарт встановлює терміни та визначення понять у галузі поліграфічного оформлення і виконання видань. Терміни, регламентовані в цьому стандарті, є обов‘язковими для використання в усіх видах нормативної документації, у довідковій та навчально-методичній літературі, що належить до поліграфії, а також для робіт зі стандартизації або використання результатів цих робіт, в тому числі програмних засобів для комп'ютерних систем. Вимоги стандарту чинні для використання в роботі підприємств, установ, організацій, що діють на території України, технічних комітетів зі стандартизації, науково-технічних та інженерних товариств, міністерств (відомств).